# Governo Nacional Ucraniano (1941)
```
   |-
       |
Erro:
:  
valor não especificado para "
nome_comum
"

   |-
       | 
Erro:
:  
valor não especificado para "
continente
"
```

O Governo Nacional Ucraniano  (em ucraniano:  Українське Державне Правління (УДП), transl. Ukrainske Derzhavne Pravlinnia (UDP); lit. Conselho de Estado Ucraniano) foi um breve governo autoproclamado ucraniano durante a invasão alemã da União Soviética. O governo foi declarado pela proclamação do Estado ucraniano em 30 de junho de 1941, que também se comprometeu a trabalhar com Alemanha Nazista. Foi liderado pela facção de Stepan Bandera da Organização dos Nacionalistas Ucranianos, a OUN-B.
Quando as tropas alemãs entraram em Lviv, as autoridades alemãs ordenaram à liderança dos nacionalistas ucranianos que se dispersasse. No entanto, isso não aconteceu e seus líderes foram presos.

## História
A Alemanha Nazista lançou a Operação Barbarossa, seu ataque à União Soviética, em 22 de junho. Naquele dia, os líderes da OUN reuniram-se em Cracóvia, na Polônia ocupada, e estabeleceram um Comitê Nacional Ucraniano (UNK), como passo em direção a um Estado ucraniano. O general Vsevolod Petriv foi eleito chefe do comitê à revelia, com Volodymyr Horbovy escolhido como líder interino e Viktor Andriievsky como segundo vice. Enviou um memorando a Adolf Hitler afirmando as aspirações do povo ucraniano à independência, a prontidão para lutar contra a URSS e a esperança de que a Alemanha respeitasse a soberania ucraniana. Em 5 de Julho, a polícia de segurança alemã prendeu os organizadores do comitê, pondo fim à sua existência. 
Os alemães ocuparam Lviv em 30 de junho. Henryk Szyper relatou que "bandeiras alemãs e ucranianas foram penduradas em todos os lugares" para dar as boas-vindas às tropas alemãs, e a população "esperava que um estado ucraniano de tipo fascista fosse estabelecido".  Muitos pensaram que encontraram um novo aliado na Alemanha Nazista.
No primeiro dia da ocupação alemã da cidade, uma das alas da Organização dos Nacionalistas Ucranianos (OUN) declarou a restauração do Estado ucraniano independente. Yaroslav Stetsko proclamou em Lviv o governo de uma Ucrânia independente que "trabalhará em estreita colaboração com a Grande Alemanha Nacional-Socialista, sob a liderança do seu líder Adolf Hitler, que está a formar uma nova ordem na Europa e no mundo" - como afirmado no texto do "Ato de Proclamação do Estado Ucraniano". Isso foi feito sem a aprovação prévia dos alemães. A Declaração de Independência apanhou as autoridades alemãs completamente de surpresa, e elas viram-na como uma tentativa de golpe de Estado. 
Durante a manhã de 30 de junho, uma Milícia Popular Ucraniana ad hoc estava sendo formada na cidade pela OUN. Incluía ativistas da OUN que se mudaram de Cracóvia com os alemães, membros da OUN que viviam em Lviv e antigos polícias soviéticos que tinham decidido mudar de lado ou que eram membros da OUN que se tinham infiltrado na polícia soviética. :227-9 Iniciou o primeiro de dois pogroms violentos no dia seguinte. 
Em 5 de julho, o líder da OUN-B, Bandera, foi colocado sob prisão honorária (em latim: custodia honesta) em Cracóvia e transportado para Berlim no dia seguinte. Em 14 de julho, ele foi libertado, mas obrigado a permanecer em Berlim. Em 12 de julho de 1941, ele foi acompanhado em Berlim por Stetsko, a quem os alemães haviam transferido de Lviv após uma tentativa frustrada de assassinato por pessoas desconhecidas.  Bandera e Stetsko foram detidos na prisão central de Berlim, em Spandau, de 15 de setembro de 1941 até janeiro de 1942, quando foram transferidos para o quartel especial do campo de concentração de Sachsenhausen para prisioneiros políticos de alto perfil, Zellenbau.  Alguns dos nacionalistas ucranianos foram levados à clandestinidade e, a partir de então, lutaram contra os nazistas, ao mesmo tempo que continuaram a lutar contra os poloneses e as forças soviéticas (ver Exército Insurgente Ucraniano).
Dois anos após a declaração, os alemães prenderam ou mataram 80% da liderança da OUN-B.    
Os próprios Bandera e Stetsko foram libertados em 1944 pelos alemães. 

## Estrutura governamental
| Nome                  | Cargo(s)                                                                         |
| --------------------- | -------------------------------------------------------------------------------- |
| Yaroslav Stetsko      | Primeiro-ministro                                                                |
| Marian Panchyshyn     | - Vice-primeiro-ministro - Ministro da Saúde - Secretário do Ministério da Saúde |
| Roman Osinchuk        | Vice-Ministro da Saúde                                                           |
| Lev Rebet             | Vice-primeiro-ministro                                                           |
| Volodymyr Lysy        | Ministro do Interior                                                             |
| Konstantyn Pankivsky  | Vice-Ministro do Interior                                                        |
| Volodymyr Stakhiv     | Ministro das Relações Exteriores                                                 |
| Oleksandr Maritchak   | Vice-Ministro das Relações Exteriores                                            |
| Vsevolod Petriv       | Ministro da Defesa                                                               |
| Roman Shukhevych      | Vice-Ministro da Defesa                                                          |
| Oleksandr Hasyn       | Vice-Ministro da Defesa                                                          |
| Mykola Lebed          | Ministro da Segurança do Estado                                                  |
| Yulian Fedusevych     | Ministro da Justiça                                                              |
| Bohdan Dzerovych      | Vice-Ministro da Justiça                                                         |
| Yevhen Khraplyvy      | Ministro da Agricultura                                                          |
| Andriy Piasetsky      | Vice-Ministro da Agricultura                                                     |
| Volodymyr Radzykevych | Ministro da Educação                                                             |
| N. Moroz              | Ministro das Comunicações                                                        |
| Oleksandr Hai-Holovko | Ministro da Informação                                                           |
| Ivan Klymiv-Lehenda   | Ministro da Coordenação Política                                                 |
| Kost Levytsky         | Chefe do Conselho de Idosos                                                      |